# Othala
Othala (ook wel Othalan, Odal of Odhil) is de laatste en vierentwintigste rune van het oude futhark. De klank is 'O'. Othala is de achtste en laatste rune van de derde Aett. De rune betekent eigendom.  Er bestond een Germaans woord met deze betekenis, dat nog in -at in het  Duitse woord Heimat, het woord adel en vermoedelijk ook in -oede  in het Nederlandse woord armoede voortleeft. De rune staat symbool voor de status quo van bezit, familie en (rol in) de gemeenschap.

## Moderne politieke betekenis
Verschillende extreemrechtse organisaties gebruikten of gebruiken de odal als herkenningssymbool. In het Nederlandse taalgebied was ze een van de emblemen van de Vlaamse Militanten Orde en tevens de naam van het Antwerpse café dat toenmalig VMO-lid (en latere leider) Bert Eriksson vanaf 1968 uitbaatte.

## Karaktercodering
| Unicode Codepoint | U+16df                       |
| Unicode-Name      | RUNIC LETTER OTHALAN ETHEL O |
| HTML              | &#5855;                      |